# Nogometni kup Bosne i Hercegovine 2018./19.
Nogometni kup Bosne i Hercegovine za sezonu 2018./19. je 19. izdanje nogometnog kupa Bosne i Hercegovine koje se igra na području cijele države. 
 
U kupu je sudjelovao 31 klub. Kup je osvojio "Sarajevo". 

## Sudionici
| | | |
| - Premijer liga BiH - Čelik Zenica - GOŠK Gabela - Krupa (Krupa na Vrbasu) - Mladost Doboj Kakanj - Radnik Bijeljina - Sarajevo - Sloboda Tuzla - Široki Brijeg - Tuzla City - Zrinjski Mostar - Zvijezda 09 Bijeljina - Željezničar Sarajevo | - 1. liga FBiH - Bosna Visoko - Goražde - Igman Konjic - Metalleghe-BSI Jajce - Rudar Kakanj - TOŠK Tešanj - Velež Mostar - Zvijezda Gradačac - 1. liga R. Srpske - Alfa Modriča - Borac Banja Luka - Kozara Bosanska Gradiška - Rudar Prijedor - Slavija Istočno Sarajevo - Sloga Gornje Crnjelovo | - lige u FBiH - Klis Buturović Polje - Mladost Kikači - Moševac - Pobjeda Tešanjka - lige u R. Srpskoj - Leotar Trebinje |

## Rezultati

### Šesnaestina završnice
Igrano na jednu utakmicu. 
| datum           | par                                               | rez.                 | napomene                                         |
| --------------- | ------------------------------------------------- | -------------------- | ------------------------------------------------ |
| 19. rujna 2018. | Igman Konjic - Rudar Prijedor                     | 0:2                  |                                                  |
| 19. rujna 2018. | Kozara Bosanska Gradiška - Radnik Bijeljina       | 1:4                  |                                                  |
| 19. rujna 2018. | Velež Mostar - Sarajevo                           | 0:1                  |                                                  |
| 19. rujna 2018. | Moševac - Rudar Kakanj                            | 1:1 (3:4 11 m)       | Rudar prošao boljim izvođenjem jedanaesteraca    |
| 19. rujna 2018. | Tuzla City - Zrinjski Mostar                      | 0:0 (2:4 11 m)       | Zrinjski prošao boljim izvođenjem jedanaesteraca |
| 19. rujna 2018. | Čelik Zenica - Krupa (Krupa na Vrbasu)            | 1:2                  |                                                  |
| 19. rujna 2018. | Zvijezda 09 Bijeljina - Mladost Doboj Kakanj      | 1:0                  |                                                  |
| 19. rujna 2018. | Alfa Modriča - Borac Banja Luka                   | 1:3                  |                                                  |
| 19. rujna 2018. | Metalleghe-BSI Jajce - Sloboda Tuzla              | 0:1                  |                                                  |
| 19. rujna 2018. | Sloga Gornje Crnjelovo - Slavija Istočno Sarajevo | 4:0                  |                                                  |
| 19. rujna 2018. | Pobjeda Tešanjka - Zvijezda Gradačac              | 1:3                  |                                                  |
| 19. rujna 2018. | TOŠK Tešanj - Goražde                             | 3:0                  |                                                  |
| 19. rujna 2018. | Bosna Visoko - GOŠK Gabela                        | 1:2                  |                                                  |
| 19. rujna 2018. | Mladost Kikači - Leotar Trebinje                  | 3:2                  |                                                  |
| 19. rujna 2018. | Široki Brijeg - Željezničar Sarajevo              | 2:0                  |                                                  |
|                 | Klis Buturović Polje                              | Klis Buturović Polje | slobodni                                         |

### Osmina završnice
Igrano na jednu utakmicu.
| datum              | par                                       | rez.           | napomene                                              |
| ------------------ | ----------------------------------------- | -------------- | ----------------------------------------------------- |
| 3. listopada 2018. | TOŠK Tešanj - GOŠK Gabela                 | 4:0            |                                                       |
| 3. listopada 2018. | Rudar Kakanj - Sarajevo                   | 0:0 (2:4 11 m) | Sarajevo prošlo boljim izvođenjem jedanaesteraca      |
| 3. listopada 2018. | Zvijezda Gradačac - Zvijezda 09 Bijeljina | 2:0            |                                                       |
| 3. listopada 2018. | Mladost Kikači - Sloga Gornje Crnjelovo   | 2:2 (4:5 11 m) | Sloga prošla boljim izvođenjem jedanaesteraca         |
| 3. listopada 2018. | Rudar Prijedor - Klis Buturović Polje     | 2:2 (2:3 11 m) | Klis prošao prošla boljim izvođenjem jedanaesteraca   |
| 3. listopada 2018. | Zrinjski Mostar - Krupa (Krupa na Vrbasu) | 1:1 (4:2 11 m) | Zrinjski prošao boljim izvođenjem jedanaesteraca      |
| 3. listopada 2018. | Borac Banja Luka - Radnik Bijeljina       | 0:0 (5:4 11 m) | Borac prošao boljim izvođenjem jedanaesteraca         |
| 3. listopada 2018. | Sloboda Tuzla - Široki Brijeg             | 1:1 (4:5 11 m) | Široki Brijeg prošao boljim izvođenjem jedanaesteraca |

### Četvrtzavršnica
Igrano na dvije utakmice.
| datumi                             | par                                           | 1. ut | 2. ut | napomene                         |
| ---------------------------------- | --------------------------------------------- | ----- | ----- | -------------------------------- |
| 27. veljače 2019. 13. ožujka 2019. | Zvijezda Gradačac - TOŠK Tešanj               | 0:2   | 1:4   |                                  |
| 27. veljače 2019. 13. ožujka 2019. | Sarajevo - Zrinjski Mostar                    | 1:0   | 1:0   |                                  |
| 27. veljače 2019. 13. ožujka 2019. | Široki Brijeg - Borac Banja Luka              | 2:1   | 1:0   |                                  |
| 5. ožujka 2019. 13. ožujka 2019.   | Sloga Gornje Crnjelovo - Klis Buturović Polje | 1:1   | 2:2   | Sloga prošla zbog gola u gostima |

### Poluzavršnica
Igrano na dvije utakmice.
| datumi                             | par                               | 1. ut | 2. ut | napomene |
| ---------------------------------- | --------------------------------- | ----- | ----- | -------- |
| 3. travnja 2019. 10. travnja 2019. | Sloga Gornje Crnjelovo - Sarajevo | 1:4   | 0:5   |          |
| 3. travnja 2019. 10. travnja 2019. | Široki Brijeg - TOŠK Tešanj       | 2:0   | 1:0   |          |

### Završnica
Prvi susret igran 8. svibnja, a uzvrat 15. svibnja 2019. godine. 
| klub1    | klub2         | 1. ut | 2. ut | napomene                  |
| -------- | ------------- | ----- | ----- | ------------------------- |
| Sarajevo | Široki Brijeg | 3:0   | 0:1   | Sarajevo osvajač Kupa BiH |

## Unutrašnje poveznice
- Kup Federacije BiH 2018./19.

## Vanjske poveznice
- sportsport.ba